# Gustav Müller (Politiker, 1820)
Gustav-Adolf Müller (* 16. November 1820 in Stettin; † 8. Juli 1889 in Berlin) war ein deutscher Kaufmann, königlich-belgischer Konsul und Mitglied des Reichstags des Norddeutschen Bundes.

## Leben
Müller besuchte das Gymnasium in Stettin und genoss daselbst eine kaufmännische Ausbildung. Darauf war er vier Jahre in England, Frankreich, den Vereinigten Staaten und Westindien. Von 1845 bis 1865 war er in Stettin Kaufmann, königlich-belgischer Konsul und Assessor des Seehandelsgerichts. Ab Oktober 1865 war er in Berlin, wo er als Bankier tätig war und 1870 die Deutsche Bank mitbegründete.
Von 1858 bis 1865 war er Mitglied des Preußischen Abgeordnetenhauses für den Wahlkreis Anklam-Ueckermünde-Wollin, ab 1867 als Abgeordneter Mitglied des Reichstags des Norddeutschen Bundes und des Zollparlaments für den Wahlkreis Stettin 4 (Stettin-Stadt). Im Konstituierenden Reichstag von 1867 blieb er fraktionslos. Im Ersten ordentlichen Reichstag gehörte er zunächst der Fraktion der Freien Vereinigung an und trat dann den Nationalliberalen bei.